# Keda (plaats)
Keda (Georgisch: ქედა) is een 'nederzetting met stedelijk karakter' in het zuidwesten van Georgië met 1.087 inwoners (2024), gelegen in de autonome republiek Adzjarië. Het is het bestuurlijk centrum van de gelijknamige gemeente en ligt 42 kilometer ten oosten van de havenstad Batoemi. Keda is gesitueerd op een hoogte van 256 meter boven zeeniveau, bij de samenvloeiing van de Akavreta en Adjaristskali (letterlijk "rivier van Adzjarië"). 

## Geschiedenis
Keda was in de 19e eeuw een handelspost, waar kooplieden woonden. In 1966 werd Keda gepromoveerd naar een 'nederzetting met stedelijk karakter' (დაბა, daba). Er zijn gemeentelijke, educatieve en gezondheidsinstellingen, kleine ondernemingen en een museum met lokale geschiedenis.

## Demografie
Begin 2024 telde Keda 1.087 inwoners, een daling van 21% ten opzichte van de volkstelling van 2014. Keda was volgens deze volkstelling vrijwel mono-etnisch Georgisch (Adzjaren).
| Jaar                                                             | 1939 | 1959 | 1970 | 1979 | 1989  | 2002  | 2014  | 2020  | 2024  |
| ---------------------------------------------------------------- | ---- | ---- | ---- | ---- | ----- | ----- | ----- | ----- | ----- |
| Aantal                                                           | 624  | 627  | 595  | 815  | 1.197 | 1.244 | 1.510 | 1.316 | 1.087 |
| Verantwoording data: Bevolkingsstatistiek Georgië 1897 tot heden |      |      |      |      |       |       |       |       |       |

## Vervoer
De belangrijkste doorgaande weg langs Keda is de nationale route Sh1, een belangrijke interregionale route tussen Batoemi en de stad Achaltsiche in Samtsche-Dzjavacheti door de binnenlanden van Adzjarië en via de 2027 meter hoge Goderdzipas. In de late Sovjet-periode was deze weg onderdeel van de A306 hoofdroute. Keda is verder lokaal verbonden met de dorpen langs de Akavreta rivier. Het dichtstbijzijnde spoorwegstation is in Batoemi.